# François de Fossa
François de Fossa (Perpignan, 31 de agosto, 1775 - Paris, 3 de junho de 1849) foi um compositor e violonista clássico francês.

## Obras
- Recuerdo, solo dedicado a Aguado.
- Três grandes duos dedicados a Haydn.
- “Les Follies d’Espagna” Op. 12
- Trio Op. 18 No. 1 em Lá Maior para violino, violão e cello.

I. Allegro non tanto 
II. Largo cantabile 
III. Minuetto: Poco presto
IV. Rondo: Allegretto 
- Trio Op. 18 No. 2 em Sol Maior para violino, violão e cello.

I Allegro 
II. Adagio 
III. Minuetto: Allegretto 
IV. Finale: Allegro 
- Trio Op. 18 No. 3 em Fá Maior para violino, violão e cello.

I. Allegro 
II. Romance: Andante sostenuto
III. Minuetto: Allegro 
IV. Finale: Allegro